# Mance
Mance är en kommun i departementet Meurthe-et-Moselle i regionen Grand Est (tidigare regionen Lorraine) i nordöstra Frankrike. Kommunen ligger i kantonen Briey som tillhör arrondissementet Briey. År 2018 hade Mance 613 invånare.

## Befolkningsutveckling
Antalet invånare i kommunen Mance
| Referens: INSEE |